# 12813 Паолапаоліні
12813 Паолапаоліні (12813 Paolapaolini) — астероїд головного поясу, відкритий 14 лютого 1996 року.
Тіссеранів параметр щодо Юпітера — 3,309.